# Рубльовське шосе
Рубльовське шосе — вулиця Москви у Можайському районі та в районах Філі-Давидково, Філівський Парк, Кунцеве та Крилатське Західного адміністративного округу. Проходить від Кутузовського проспекту до кордону міста в районі перетину з МКАД.

## Опис
Рублевське шосе починається як невелика дорога, що бере початок від Кутузовського проспекту в районі станції метро «Слов'янський бульвар», і проходить на північний захід. Відразу після цього вона перетинає Білоруський напрямок Московської залізниці Старорублівським шляхопроводом. Ця початкова ділянка закінчується на перетині з Кастанаєвською вулицею поблизу примикання до неї Житомирської вулиці неподалік наземних станцій метро «Кунцевська».

## Історія
Виникло у 1903 році у зв'язку зі спорудженням Рублівської водопровідної станції як шосе, що йде вздовж основної магістралі Москворецького водопроводу від водозабору в Рублеві до водонапірного резервуару на Воробйових горах. У 1912 році на трасі шосе було споруджено Старий Рублевський міст через річку Сетунь. До Рублевського шосе (між сучасними Мінською та Давидківською вулицями) примикала територія «ближньої» кунцевської дачі Сталіна.
Внаслідок перепланування території навколо нової будівлі МДУ у 1950—1953 роках Рублевське шосе між Воробйовським шосе (приблизно від місця сучасного оглядового майданчика на Воробйових горах) та Мічуринським проспектом було ліквідовано. У 1960 році шосе на всьому своєму протязі увійшло до складу Москви. Тоді ж відрізок шосе між Мічуринським проспектом і вулицею Мосфільмів увійшов до складу Університетського проспекту. 1965 року шосе біля станції метро «Кунцевська» було перерізано наземною Філівською лінією метрополітену. 1966 року відрізок шосе між Давидківською вулицею та Можайським шосе увійшов до складу Слов'янського бульвару. Майже всю колишню трасу проходження шосе можна простежити за сучасними картами. Так, у районі перетину з Білоруським напрямом МЗ збереглася пряма алея, що вказує на місце, де раніше був переїзд. Пізніше траса шосе пішла трохи на північ, мостом.